# فهرست وابسته‌های دیپلماتیک استرالیا

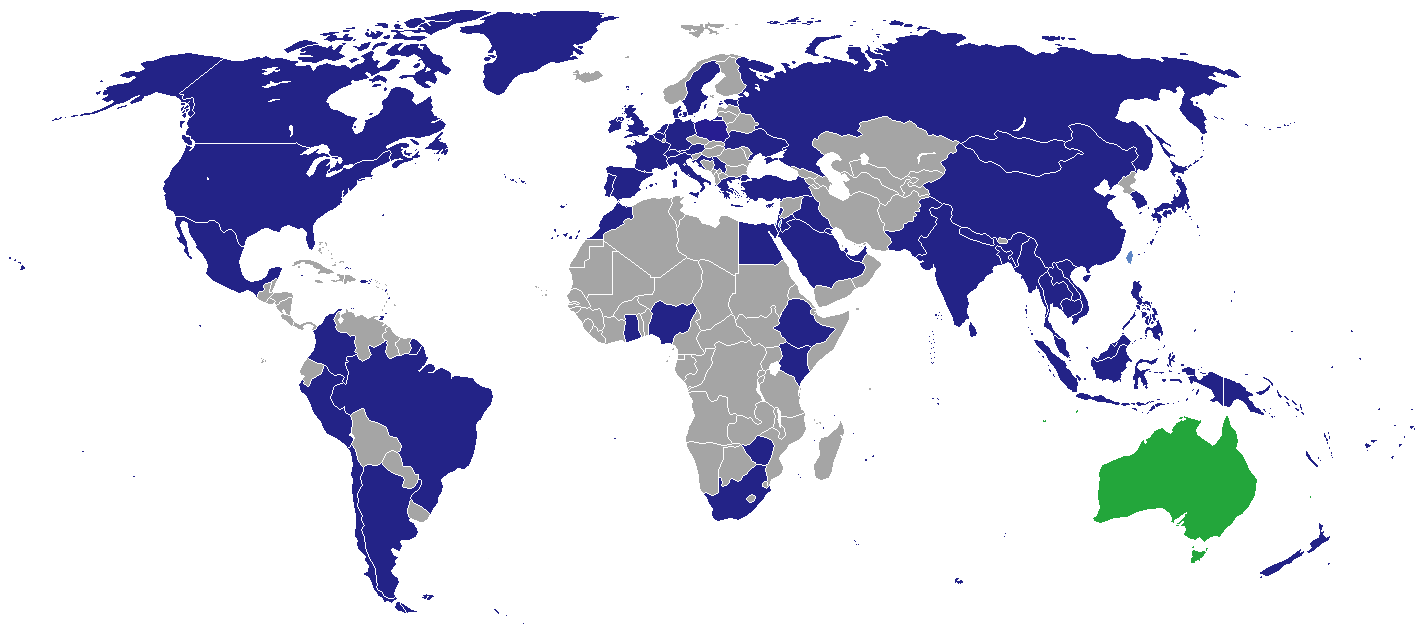
نقشه سفارتخانه‌های استرالیا

فهرست سفارت‌های استرالیا، فهرستی از مراکز سفارتخانه و کنسولگری کشور مشترک‌المنافع استرالیا در سراسر جهان است. در حال حاضر استرالیا در بیش از ۱۰۰ کشور جهان سفارت دارد. تا قبل از جنگ جهانی دوم ارتباط استرالیا به بریتانیای کبیر محدود می‌شد، که پس از جنگ جهانی، روابط خارجی این کشور افزایش چشم گیری یافت .استرالیا مهمترین کشور قاره اقیانوسیه محسوب می‌شود که کشورهای زیادی با آنجا علاوه بر روابط سیاسی، از طریق دفاتر کنسولگری، ارتباط تجاری فرهنگی دارند.

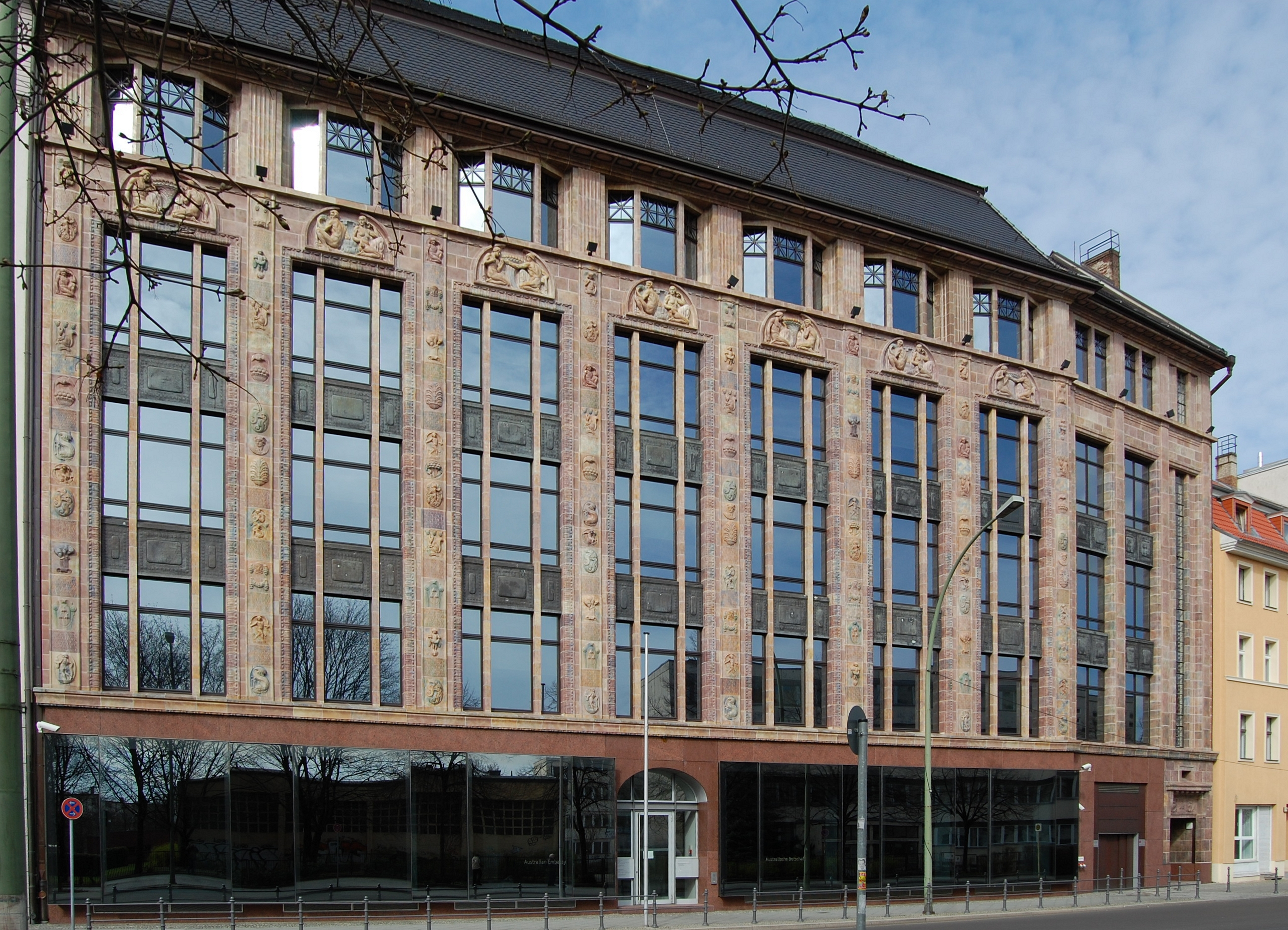
سفارت استرالیا در برلین

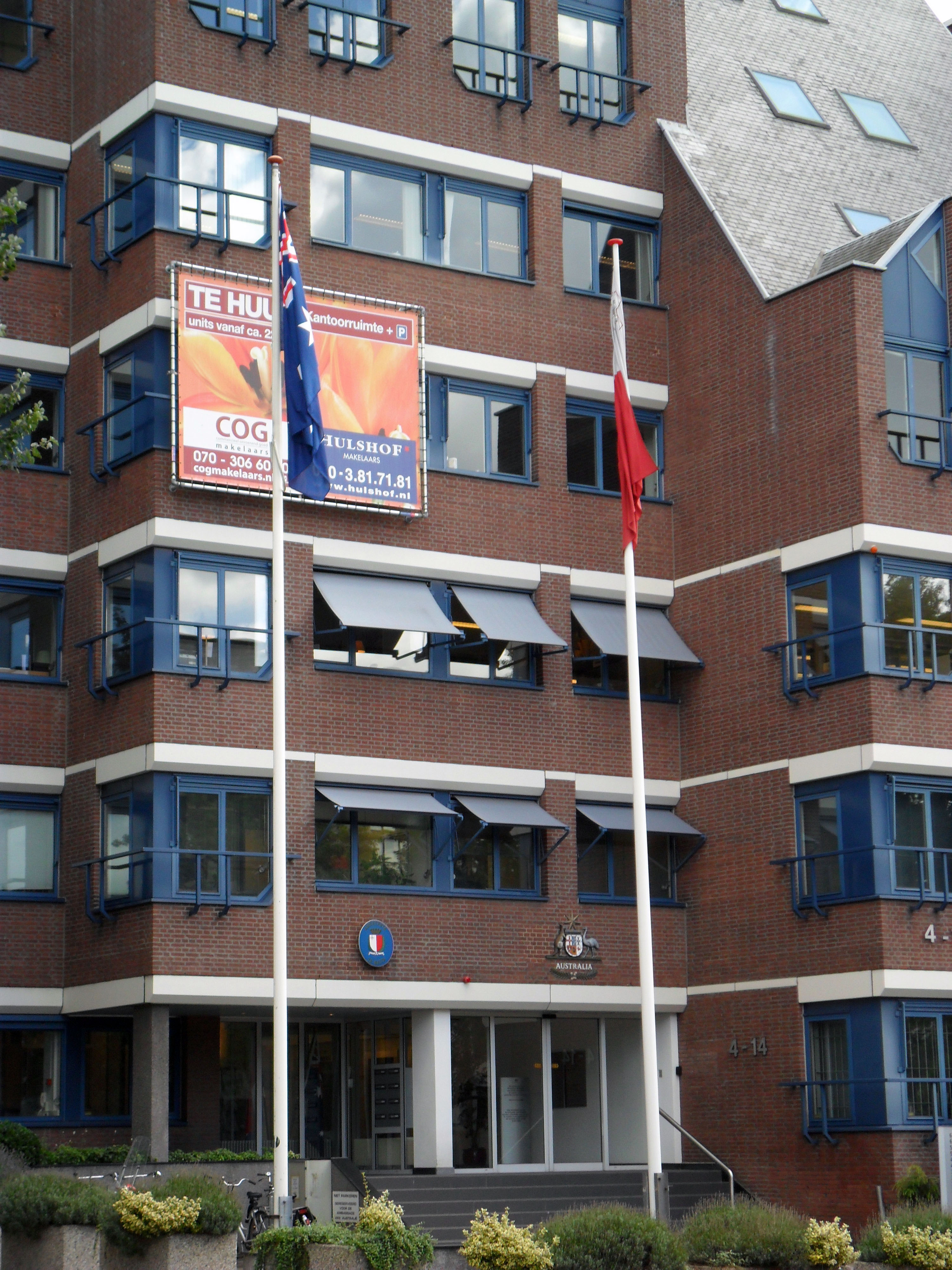
سفارت استرالیا در لاهه

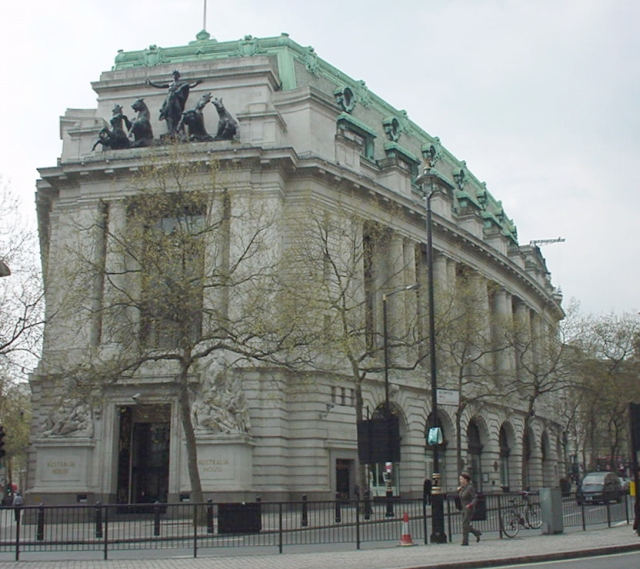
کمیسیون عالی استرالیا در لندن

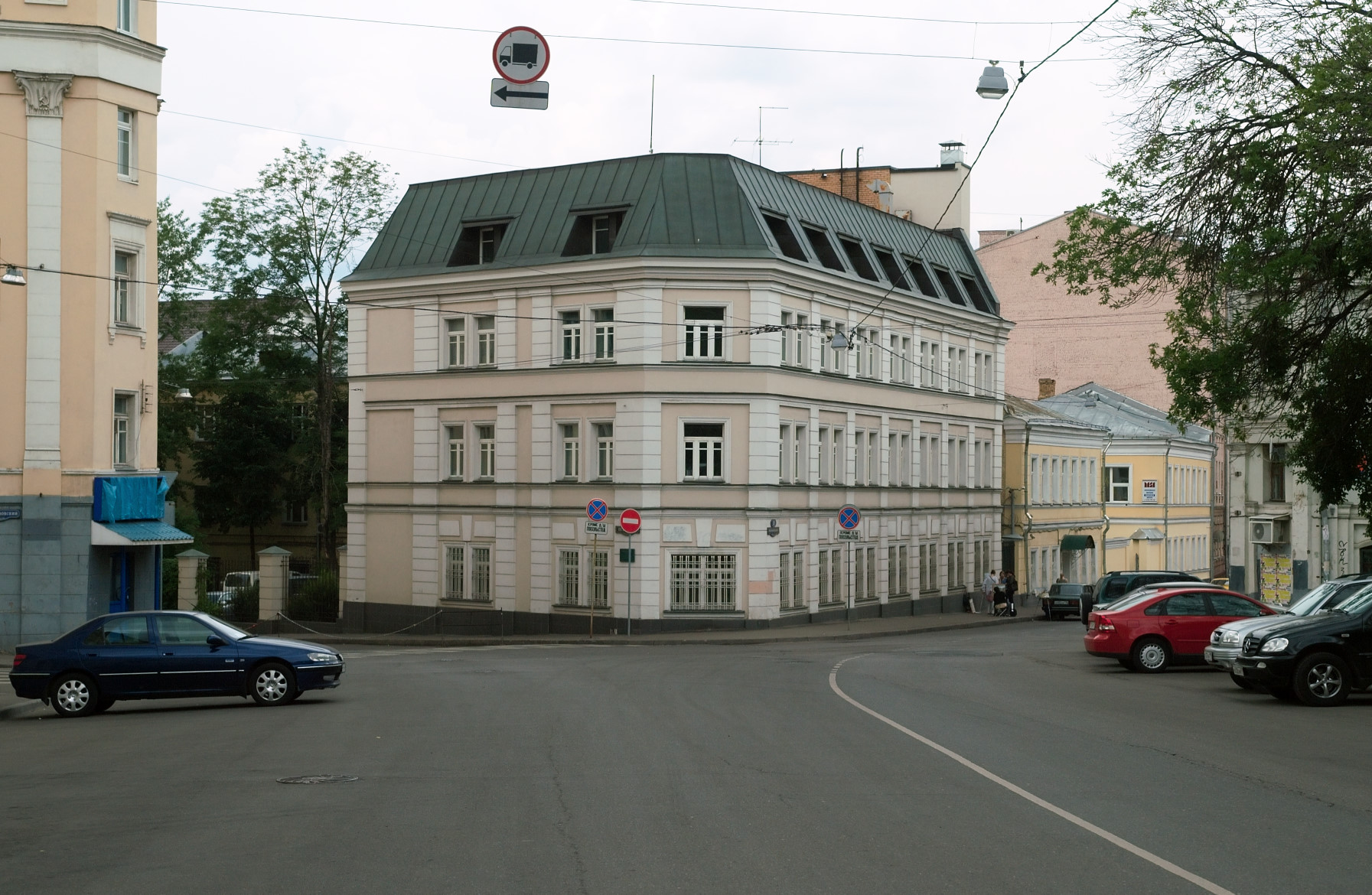
سفارت استرالیا در مسکو

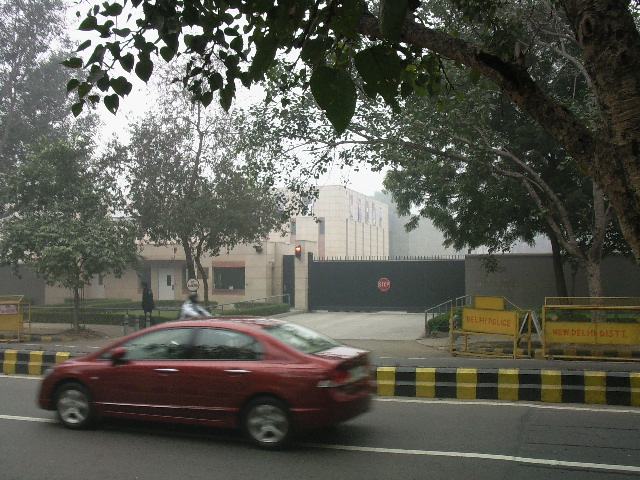
کمیسیون عالی استرالیا در دهلی نو

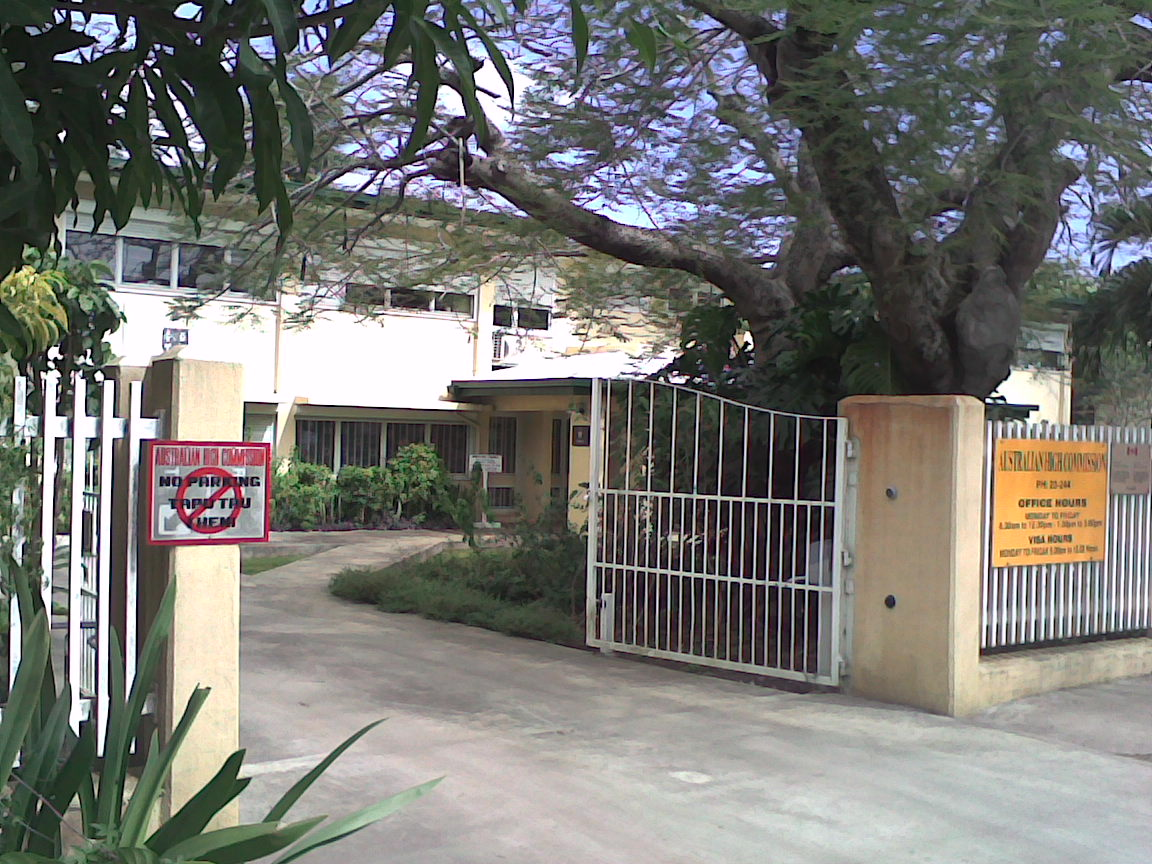
کمیسیون عالی استرالیا در نوکوآلوفا

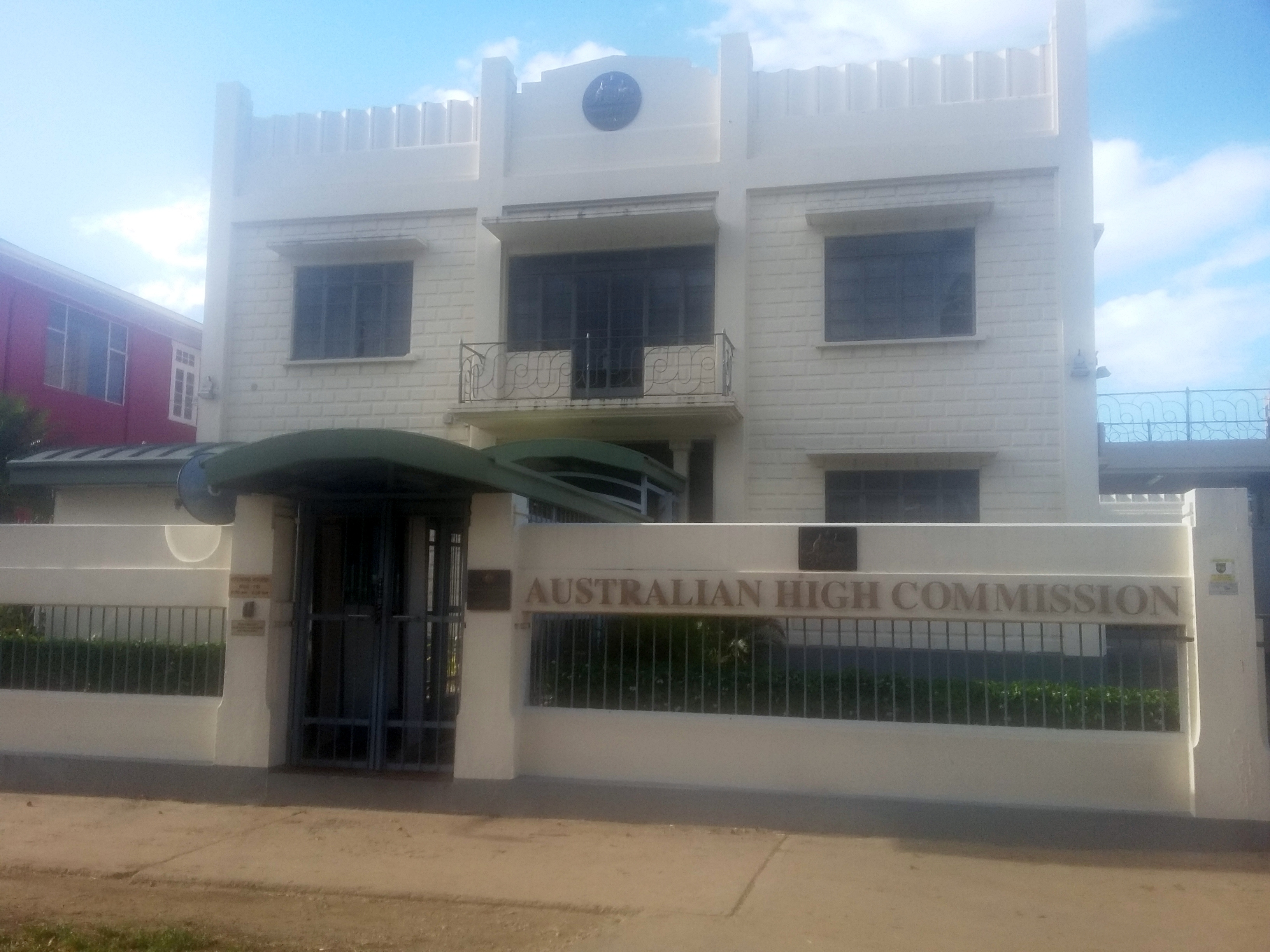
کمیسیون عالی استرالیا در پورت آو اسپاین

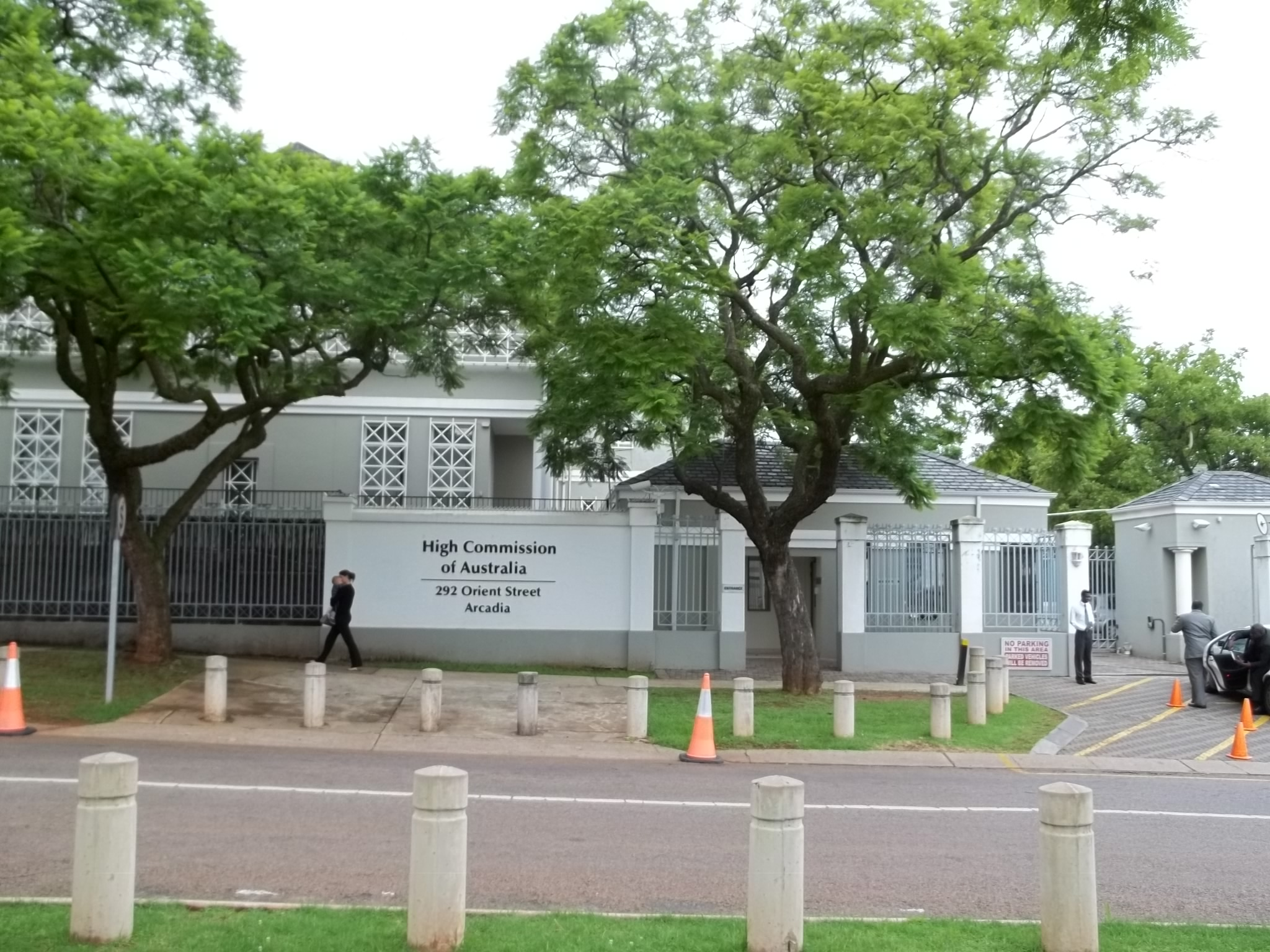
کمیسیون عالی استرالیا در پرتوریا

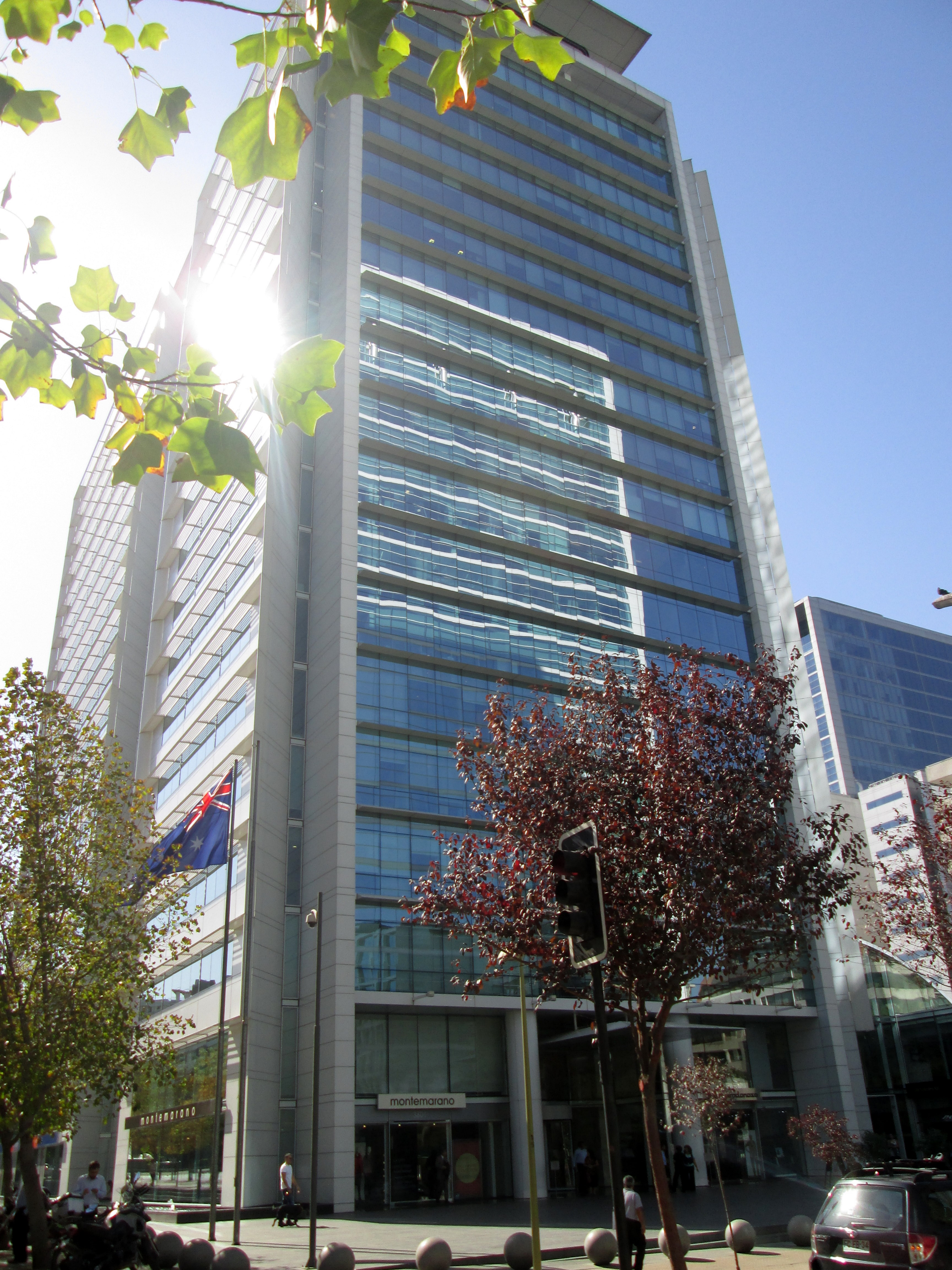
سفارت استرالیا در سانتیاگو شیلی

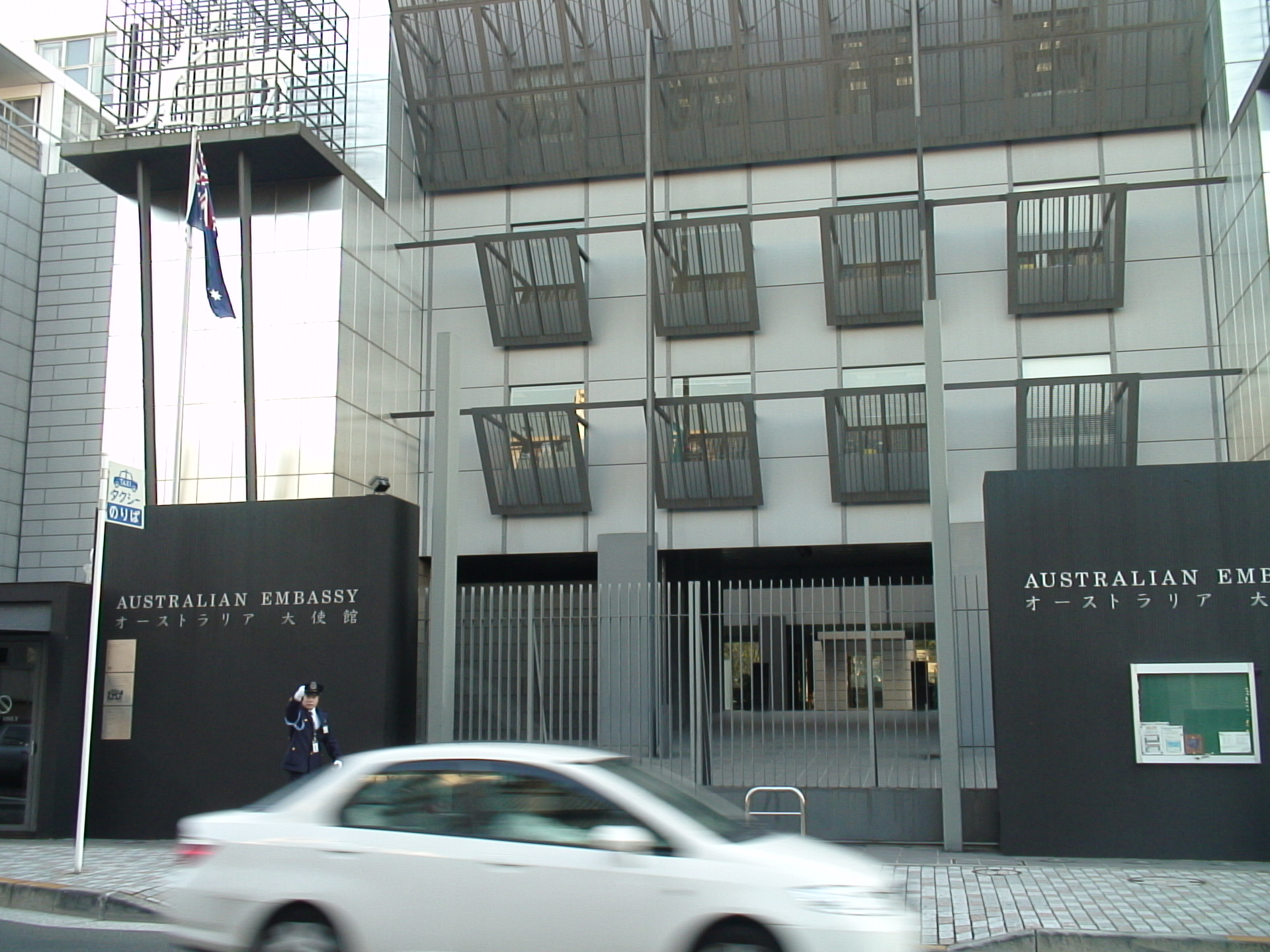
سفارت استرالیا در تو کیو

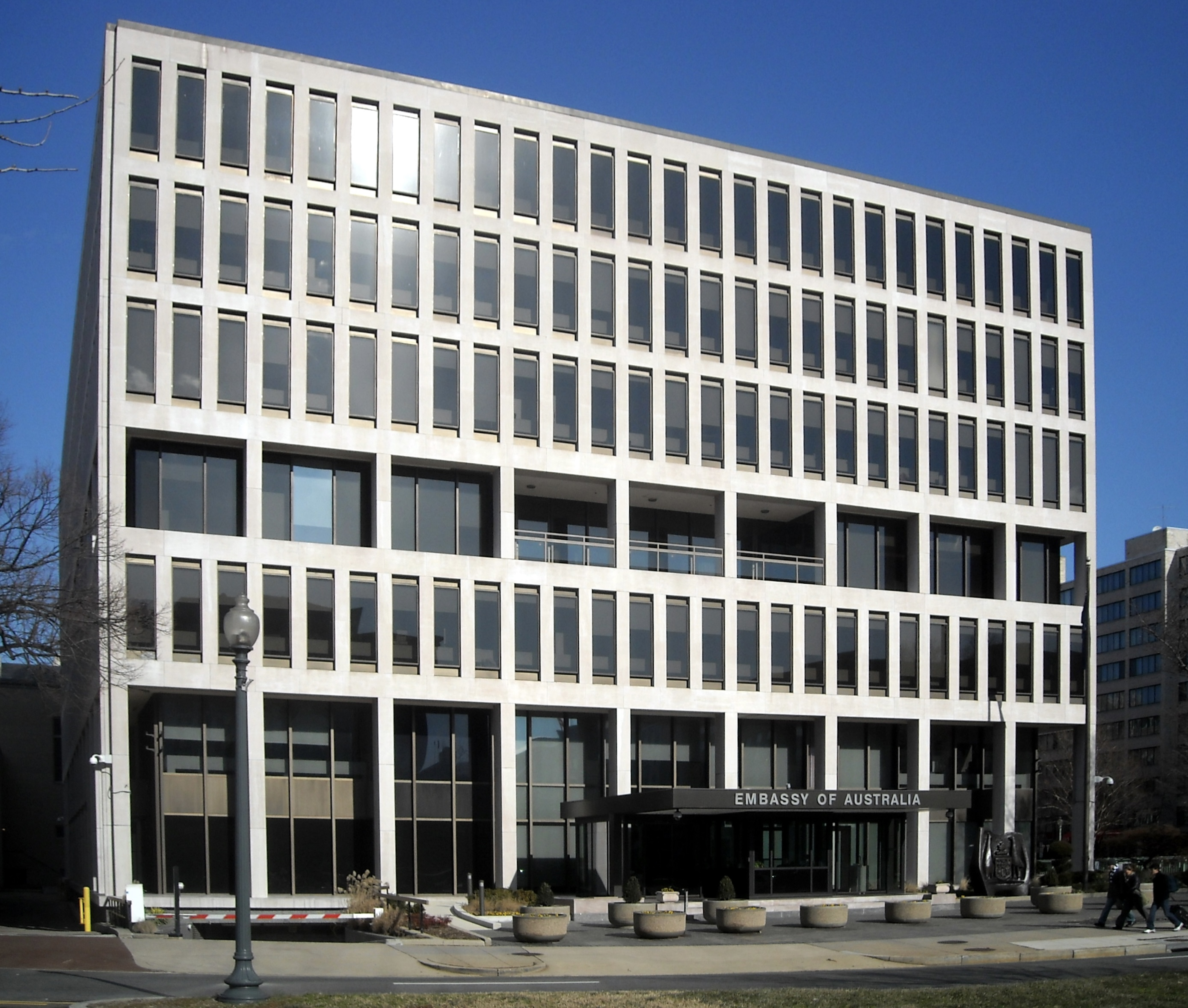
سفارت استرالیا در واشنگتن دی سی.

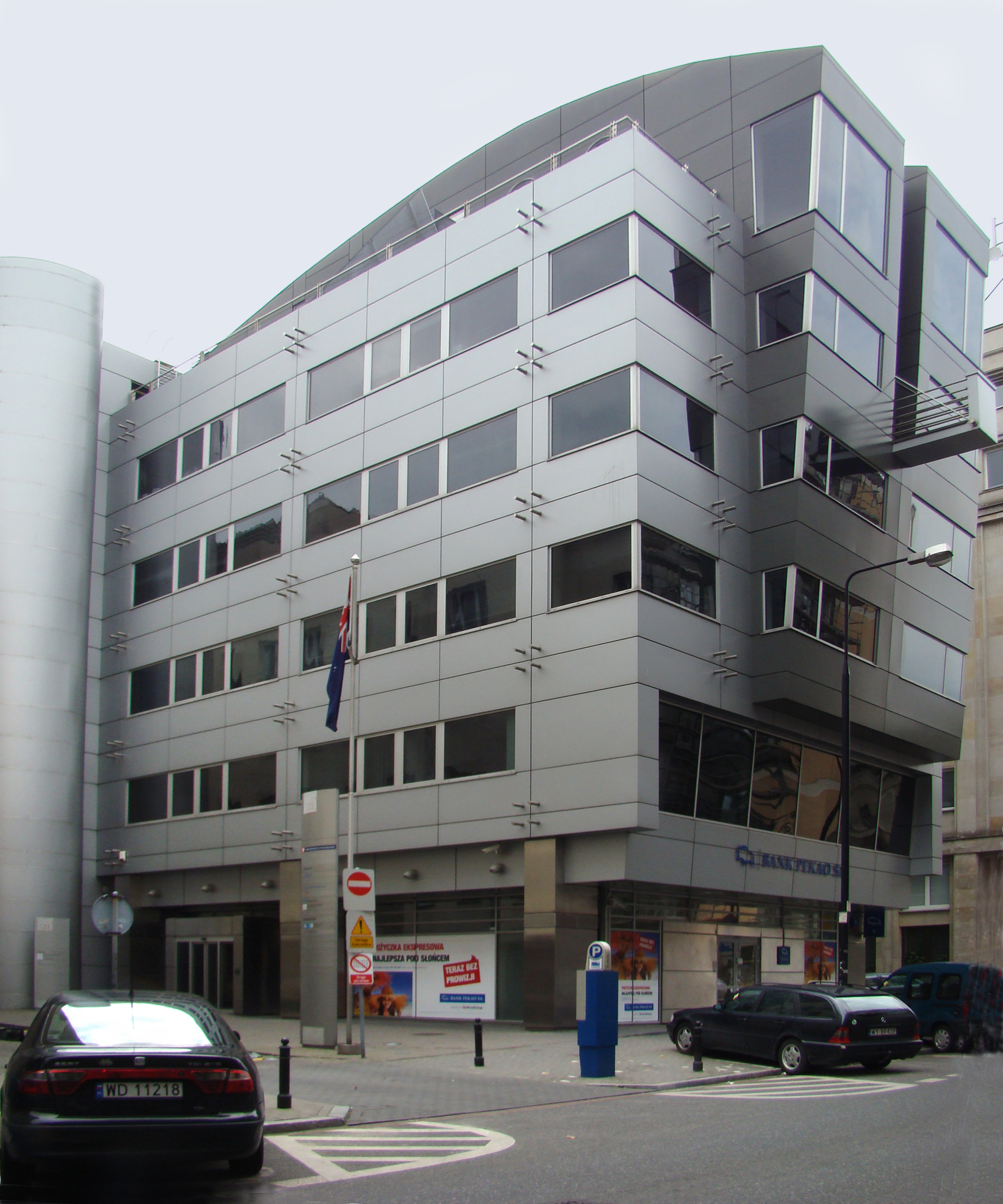
سفارت استرالیا در ورشو

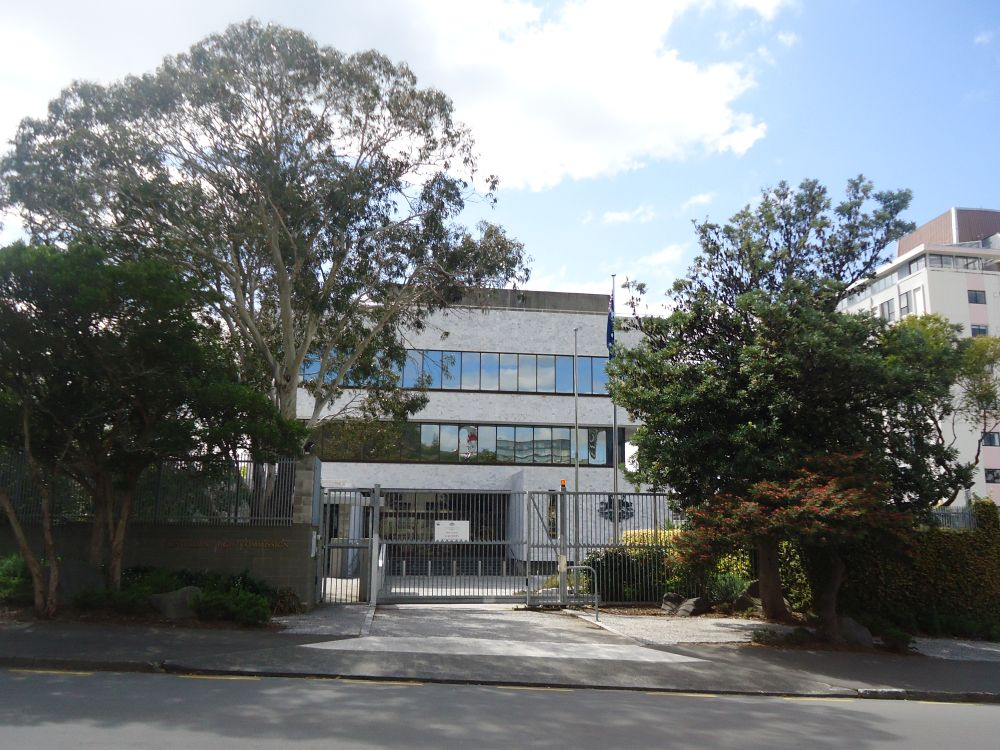
کمیسیون عالی استرالیا در ولینگتون

## اروپا
- آلبانی
  - تیرانا (سفارت)
- اتریش
  - وین (سفارت)
- بلاروس
  - مینسک (سفارت)
- بلژیک
  - بروکسل (سفارت)
- بوسنی و هرزگوین
  - سارایوو (سفارت)
- بلغارستان
  - صوفیه (سفارت)
- کرواسی
  - زاگرب (سفارت)
- جمهوری چک
  - پراگ (سفارت)
- دانمارک
  - کپنهاگ (سفارت)
- فنلاند
  - هلسینکی (سفارت)
- فرانسه
  - پاریس (سفارت)
- آلمان
  - برلین (سفارت)
  - فرانکفورت آم ماین (کنسولگری)
  - هامبورگ (کنسولگری)
  - مونیخ (کنسولگری)
- یونان
  - آتن (سفارت)
- سریر مقدس
  - رم (سفارت)
- مجارستان
  - بوداپست (سفارت)
- جمهوری ایرلند
  - دوبلین (سفارت)
- ایتالیا
  - رم (سفارت)
  - میلان (کنسولگری)
- مقدونیه شمالی
  - اسکوپیه (سفارت)
- هلند
  - لاهه (سفارت)
- نروژ
  - اسلو (سفارت)
- لهستان
  - ورشو (سفارت)
- پرتغال
  - لیسبون (سفارت)
- رومانی
  - بخارست (سفارت)
  - آستراخان (کنسولگری)
  - قازان (کنسولگری)
- صربستان
  - بلگراد (سفارت)
- اسپانیا
  - مادرید (سفارت)
- سوئد
  - استکهلم
- سوئیس
  - برن (سفارت)
  - ژنو (کنسولگری)
- اوکراین
  - کی‌یف (سفارت)
- بریتانیا
  - لندن (سفارت)

## آمریکا شمالی
- کانادا
  - اتاوا
- کوبا
  - هاوانا (سفارت)
- مکزیک
  - مکزیکو سیتی (سفارت)
- نیکاراگوئه
  - ماناگوآ (سفارت)

## آمریکا جنوبی
- آرژانتین
  - بوئنوس آیرس (سفارت)
- بولیوی
  - لاپاز (سفارت)
- برزیل
  - برازیلیا (سفارت)
- کلمبیا
  - بوگوتا (سفارت)
- اکوادور
  - کوئیتو (سفارت)
- اروگوئه
  - مونته‌ویدئو (سفارت)
- ونزوئلا
  - کاراکاس (سفارت)

## آفریقا
- الجزایر
  - الجزیره (سفارت)
- جمهوری دموکراتیک کنگو
  - کینشاسا (سفارت)
- ساحل عاج
  - آبیجان (سفارت)
- اتیوپی
  - آدیس آبابا (سفارت)
- غنا
  - آکرا (سفارت)
- گینه
  - کوناکری (سفارت)
- کنیا
  - نایروبی (سفارت)
- لیبی
  - طرابلس (لیبی) (سفارت)
- ماداگاسکار
  - آنتاناناریوو (سفارت)
- مالی
  - باماکو (سفارت)
- نیجر
  - نیامی (سفارت)
- نیجریه
  - آبوجا (سفارت)
- سنگال
  - داکار (سفارت)
- آفریقای جنوبی
  - پرتوریا (سفارت)
- سودان
  - خارطوم (سفارت)
- تانزانیا
  - دارالسلام (تانزانیا) (سفارت)
- تونس
  - تونس (سفارت)
- اوگاندا
  - کامپالا (سفارت)
- زیمبابوه
  - هراره (سفارت)

## آسیا
- افغانستان
  - کابل (سفارت)
  - بامیان (کنسولگری)
  - هرات (کنسولگری)
  - جلال‌آباد (افغانستان) (کنسولگری)
  - مزار شریف (کنسولگری)
- بنگلادش
  - داکا (سفارت)
- برونئی
  - بندر سری بگاوان (سفارت)
- میانمار
  - یانگون (سفارت)
- کامبوج
  - پنوم پن (سفارت)
- چین
  - پکن (سفارت)
  - شانگهای (کنسولگری)
- هند
  - دهلی نو (سفارت)
  - حیدرآباد (هند) (کنسولگری)
  - بمبئی (کنسولگری)
- اندونزی
  - جاکارتا (سفارت)
- ژاپن
  - توکیو (سفارت)
- قزاقستان
  - آلماآتی (سفارت)
- کره شمالی
  - پیونگ‌یانگ (سفارت)
- کره جنوبی
  - سئول (سفارت)
- قرقیزستان
  - بیشکک (سفارت)
- مالزی
  - کوالالامپور (سفارت)
- پاکستان
  - اسلام‌آباد (سفارت)
  - کراچی (کنسولگری)
  - لاهور (کنسولگری)
  - پیشاور (کنسولگری)
  - کویته (کنسولگری)
- فیلیپین
  - مانیل (سفارت)
- سری‌لانکا
  - کلمبو (سفارت)
- تاجیکستان
  - دوشنبه (تاجیکستان) (سفارت)
- تایلند
  - بانکوک (سفارت)
- ترکمنستان
  - عشق‌آباد (سفارت)
  - Mary (کنسولگری)
- ازبکستان
  - تاشکند (سفارت)
- ویتنام
  - هانوی (سفارت)

### خاورمیانه
- ارمنستان
  - ایروان (سفارت)
- جمهوری آذربایجان
  - باکو (سفارت)
  - Nakhchivan (کنسولگری)
- بحرین
  - منامه (سفارت)
- قبرس
  - نیکوزیا (سفارت)
- گرجستان
  - تفلیس (سفارت)
  - باتومی (کنسولگری)
- ایران
  - تهران (سفارت استرالیا در تهران)
- عراق
  - بغداد (سفارت)
  - بصره (کنسولگری)
  - اربیل (کنسولگری)
  - کربلا (کنسولگری)
- اردن
  - امان (سفارت)
- کویت
  - کویت (سفارت)
- لبنان
  - بیروت (سفارت)
- عمان
  - مسقط (سفارت)
- قطر
  - دوحه (سفارت)
- عربستان سعودی
  - ریاض (سفارت)
  - جده (کنسولگری)
- سوریه
  - دمشق (سفارت)
- ترکیه
  - آنکارا (سفارت)
  - ارزروم (کنسولگری)
  - استانبول (کنسولگری)
  - ترابزون (کنسولگری)
- امارات متحده عربی
  - ابوظبی (سفارت)
  - دبی (کنسولگری)
- یمن
  - صنعا (سفارت)

## اقیانوسیه
- ایالات فدرال میکرونزی
  - پالیکیر (سفارت)
- فیجی
  - سووا (کمیسیون عالی)
- کیریباتی
  - تاراوای جنوبی (کمیسیون عالی)
- نائورو
  - آیوو دیستریکت (کمیسیون عالی)
- نیوزیلند
  - ولینگتون (کمیسیون عالی)
  - اوکلند (سرکنسولگری)
- پاپوآ گینه نو
  - پورت مورسبی (کمیسیون عالی)
- ساموآ
  - آپیا (کمیسیون عالی)
- جزایر سلیمان
  - هونیارا (کمیسیون عالی)
- تونگا
  - نوکوآلوفا (کمیسیون عالی)
- وانواتو
  - پورت ویلا (کمیسیون عالی)

## نمایندگی در سازمان‌ها
- بروکسل (نمایندگی دائم در اتحادیه اروپا)
  - ژنو (نمایندگی دائم به سازمان ملل متحد و دیگر سازمان‌های بین‌المللی)
  - نیویورک سیتی (نمایندگی دائم در سازمان ملل متحد)
- پاریس (نمایندگی دائم به سازمان همکاری و توسعه اقتصادی و یونسکو)
  - وین (نمایندگی دائم در سازمان ملل متحد و دیگر سازمان‌های بین‌المللی)